# Peter Aryans
Peter Aryans, pseudoniem van Peter Carolus Jan Vander (Heemstede, 7 april 1918 - Doorwerth, 13 juli 2001) was een Nederlands acteur.

## Levensloop
Aryans speelde onder meer in tal van televisieseries als Dagboek van een herdershond, Twee onder een kap en Maigret.
Aryans begon zijn artistieke carrière pas op 30-jarige leeftijd (april 1948) bij het Cabaret Chiel de Boer. Daarvoor werkte hij onder meer bij een aannemerskantoor. Hij maakte in 1951 en 1952 tournees door Indonesië en Nieuw-Guinea. In de jaren vijftig ging hij als hoorspelacteur aan de slag bij de NRU (voorloper van de NOS) waar hij als lid van de hoorspelkern aan een groot aantal programma's meewerkte. Bijvoorbeeld in de rol van Francis Whittaker in het hoorspel Het Marsmysterie (de tweede serie van Sprong in het heelal) van Charles Chilton. Daarnaast werkte Aryans onder meer bij het Rotterdams Volkstoneel, het Zuidelijk Toneel, Toneelgroep Noorder Compagnie en Toneelgroep Centrum. Ook werd hij bekend met de stem van Govert Goudglans in DuckTales, als Trusty in Lady en de Vagebond en als Sykes in Oliver & Company.

## Hoorspelen (alleen de hoorspelen die nu nog te beluisteren zijn)
1953
- Meeuwen boven Sorrento (Hugh Hastings - Salomon de Vries jr.)

1955
- De zonderlinge telefoon (Christian Bock - Dick van Putten)
- Verkeerd verbonden (Norman Edwards - Dick van Putten)
- Het geheim van Lord Cammarleigh (Roy Horniman - Salomon de Vries jr.)
- Operatie Luna (Sprong in het heelal - eerste serie) (Charles Chilton - Léon Povel)

1956
- Het Marsmysterie (Sprong in het heelal - tweede serie) (Charles Chilton - Léon Povel)
- Het verloren talent (Carl Lans - Dirk Verèl)

1957
- Mars slaat toe (Sprong in het heelal - derde serie) (Charles Chilton - Léon Povel)

1960
- Mijnheer de Groot sterft (Will Barnard - Johan Bodegraven)
- Wij wonderkinderen (Hugo Hartung - Johan Bodegraven)

1963
- Dubbelspion (Carl Lans - Léon Povel)
- Vijand van de staat (W.G. van der Molen / Coos Mulder)
- Zwaarden en ploegscharen (Will Barnard - Wim Paauw)

1964
- Het beeld van de mens (Peter Lotar - Léon Povel)
- Het slaapliedje van vanavond heet “Moord” (Ludwig Schubert & Fritz Puhl - Wim Paauw)
- Macbeth (William Shakespeare - Coos Mulder)

1965
- Knopen (Ilse Aichinger - Léon Povel)

1966
- Het Ronker-contact (Jan Apon - Dick van Putten)
- Mijn naam is Cox (Rolf & Alexandra Becker – Dick van Putten)
- Requiem voor Theresienstadt (Josef Bor - Wim Paauw)
- Sabeth of De zwartgerokte gasten (Günter Eich - Willem Tollenaar)
- Simon Tover (Otto Dijk - Ab van Eyk)
- Stranitzky en de nationale held (Friedrich Dürrenmatt - Dick van Putten)

1967
- De spelbreker (Wolfgang Graetz - Willem Tollenaar)
- Het tweede motief (Carl Richard Tschon - Léon Povel)
- Luther (John Osborne - Johan Wolder)
- Moord als tijdverdrijf (Tauno Yliruusi - Léon Povel)

1968
- De laatste dag van Lissabon (Günter Eich - Willem Tollenaar)
- Een plekje voor Heini (Wolfdietrich Schnurre - Ad Löbler)
- Goudvliegen (Günter Seuren - Jan Wegter)
- Het juk van de leer (Will Barnard - Wim Paauw)
- Het spel kasjmandar (Dieter Hasselblatt - Coos Mulder)
- Moord in de Ridderzaal (Theo Joekes - Hero Muller)
- Oog om oog (Val Gielgud - Dick van Putten)
- Tweehonderdduizend plus één (Salvato Cappelli - Léon Povel)

1969
- Desiderius Erasmus (Will Barnard - Wim Paauw)
- Het dankbare vaderland (Detlef Müller - Willem Tollenaar)

1970
- Besmeurd monument (Dick Dreux - Dick van Putten)
- De laatste reis van Dr. Falcon (Rudolf Geel - Johan Wolder)
- De teleurgestelden (Julius Hay - Jacques Besançon)
- De verjaardag (Jökull Jakobsson - Léon Povel)
- Vluchtroute (Wim Hazeu - Wim Paauw)

1971
- Bericht over de pest in Londen (Gert Hofman - Ab van Eyk)

1972
- De verjaardag (Gabriele Wohmann - Léon Povel)
- Een vredesduif braden (Jan Christiaens - Ab van Eyk)
- Het Jeanne d'Arc-proces te Rouaan in 1431 (Anna Seghers - Wim Paauw)
- Je bent het licht van m'n ogen (Guy Compton - Harry Bronk)
- Meneer Lonek maakt alles nieuw (Michal Tonecki - Harry de Garde)
- Tip van een verlinker (David Ellis - Harry Bronk)

1973
- Bericht uit het paradijs (Joop van den Broek - Hero Muller)
- De bamboesnijder en het maanmeisje (Frank Herzen - Ad Löbler)
- De betoverde bruidsnacht (Jacques Hamelink - Jacques Besançon)
- De laars op de nek (Maurits Dekker - Wim Paauw)
- Het euthanasieproces (Wim Ramaker - Johan Wolder)
- Het vierde scalpel (Hans Gruhl - Jacques Besançon)
- Slachtoffer gezocht (Henri Crespi - Rob Geraerds)
- Wat van me drinken, schat? (Dick Walda - Ad Löbler)

1974
- Brandenburgs concert voor hyena's (Marianne Colijn - Johan Wolder)
- De betoverde bruidsnacht (Jacques Hamelink - Jacques Besançon)
- De kaart (Frank Herzen - Ab van Eyk)
- De ondergang (Émile Zola - Dick van Putten)
- Ga zitten en sterf (Hans Gruhl - Klaus Mehrländer)
- Ik ben toch geen plant... die maar staat te staan (Dick Walda - Ad Löbler)

1975
- Als een gek (Jerzy Przeździecki - Johan Wolder)
- Levend onderwijs met doden (Sylvia Hoffmann - Léon Povel)
- Stiefmoeder aarde (Theun de Vries - Ad Löbler)
- Wie heeft mijn onsterfelijke ziel gedood of Klassenstrijd in de wijk Woolwich (Borislav Pekić - Léon Povel)

1976
- De blauwe zaden (Paul van Herck - Tom van Beek)
- De controleurs (Ton Vleugels - Johan Wolder)
- De doodsoorzaak (Siegfried E. van Praag - Johan Wolder)
- Gevallen engelen (Noël Coward - Bert Dijkstra)
- Het wonder van Jeruzalem (Borislav Pekić - Léon Povel)
- Onze korte zomer (Stig Dagerman - Johan Wolder)
- Sadie en Neco (Max B. Richards - Léon Povel)
- Verbroken zegels (Rudolf Geel - Johan Wolder)

1978
- De zaak Calas (Theun de Vries - Ad Löbler)

1979
- Het kan niet altijd kaviaar zijn (Johannes Mario Simmel - Dick van Putten)
- Leeuwendalers (Joost van den Vondel - Johan Wolder)

1980
- De beloning (Basar Sabuncu - Ab van Eyk)

1981
- De politie (Sławomir Mrożek - Johan Wolder)

1982
- Dood in de jungle (Michael Hastings - Johan Dronkers)

1984
- Hartzeer (Dick Walda - Ad Löbler)
- Psycholoog tegen wil en dank (Paul van Mook - Johan Dronkers)

1985
- Het tuinfeest (Marie Luise Kaschnitz - Justine Paauw)

1986
- Bezoek uit Londen (Alf Poss - Johan Dronkers)
- Dag zomer, dag kind (John Reeves - Hans Karsenbarg)
- De moord op de antiquair (Robert Louis Stevenson - Johan Dronkers)
- De verzoeking (Louis Couperus - Jean-Pierre Plooij)
- Haat heeft geen kleur (Wessel Ebersohn - Ad Löbler)
- Het einde (Ger Apeldoorn & Koos Terpstra - Ad Löbler)

1987
- Kernkrachten (Johan Kerkhof - Hans Karsenbarg)
- Reizigersgeluk (Dick Walda - Ad Löbler)

1988
- Dag dominee (Gea Willems - Hero Muller)
- De winterreis (Carel Donck - Marlies Cordia)
- De zaak Nemesis (Atte Jongstra - Johan Dronkers)

1990
- De dood van de rechter (Adolf Schröder - Hero Muller)
- Heinrich Schliemann, de man die Homerus op zijn woord geloofde (Don Dekker - Marlies Cordia)

1991
- Rood paleis, ondergang van een eeuw (Ferdinand Bordewijk - Meindert de Goede)

1992
- De familie Rougon-Maquart (Émile Zola - Hans van Hechten)

1993
- De maan die niet kon worden uitgeblazen (Boris Pilnjak - Johan Dronkers)
- De tovenaar van Marseille (Gerrit Jan Zwier - Cocky van Bockhoven)
- Het pierement (Robert Pinget - Johan Dronkers)

1995
- Bronbeek, of mannen op de maan (Hans Sibarani - Marlies Cordia)
- Dag ezels (Hans van Hechten - Hans van Hechten)
- De Atjehknoop (Graa Boomsma - Peter te Nuyl)
- Telefoon voor Ellen (Hans van Hechten - Hans van Hechten)
- Torenhoog en mijlen breed (Tonke Dragt - Johan Dronkers)

1996
- De vuuraanbidders (Simon Vestdijk - Hans van Hechten)
- Het geheim van de kaarten (Jostein Gaarder - Johan Dronkers)
- Johannes Vermeer (Cocky van Bokhoven - Cocky van Bokhoven)

1997
- De zwarte met het witte hart (Arthur Japin - Sylvia Liefrinck)
- Wie hier binnentreedt (Nirav Christophe - Marlies Cordia)

1998
- De neger van de Narcissus (Joseph Conrad - Sylvia Liefrinck)
- De verkoolde glimlach van Carlos Gardel (Nirav Christophe - Marlies Cordia)
- Hofmannsthal (Allard Schröder - Sylvia Liefrinck)
- Paul Vlaanderen en het mediamysterie (Tomas Ross - Tomas Ross)

## Televisie
- Vreemde praktijken (1989 - 1990) als Mr. Bolsenbroek sr.
- Dubbelpion (1982) als kanselier
- Dagboek van een herdershond
- De Kris Pusaka (1977) als Santos
- De Holle bolle boom (1975)
- Wassen en föhnen (1975)
- Twee onder een kap (1973) als meneer Pancreas
- Kunt u mij de weg naar Hamelen vertellen, mijnheer? (1972) als Meerman Mariman
- Klatergoud (1971) als Pummel
- Floris (1969) als Boer
- Ja zuster, nee zuster als directeur van het aardgas
- De Vergeten medeminnaar (1963)

## Nasynchronisatie voor Disney
Hij heeft de volgende tekenfilms van The Walt Disney Company nagesynchroniseerd:
- Lady en de Vagebond als Snuffel
- DuckTales als Govert Goudglans
- DuckTales the Movie: Treasure of the Lost Lamp als Merlok
- Taran en de Toverketel als Dalban
- Oliver & Co. als Sykes